# ジェイコブ・シャピロ

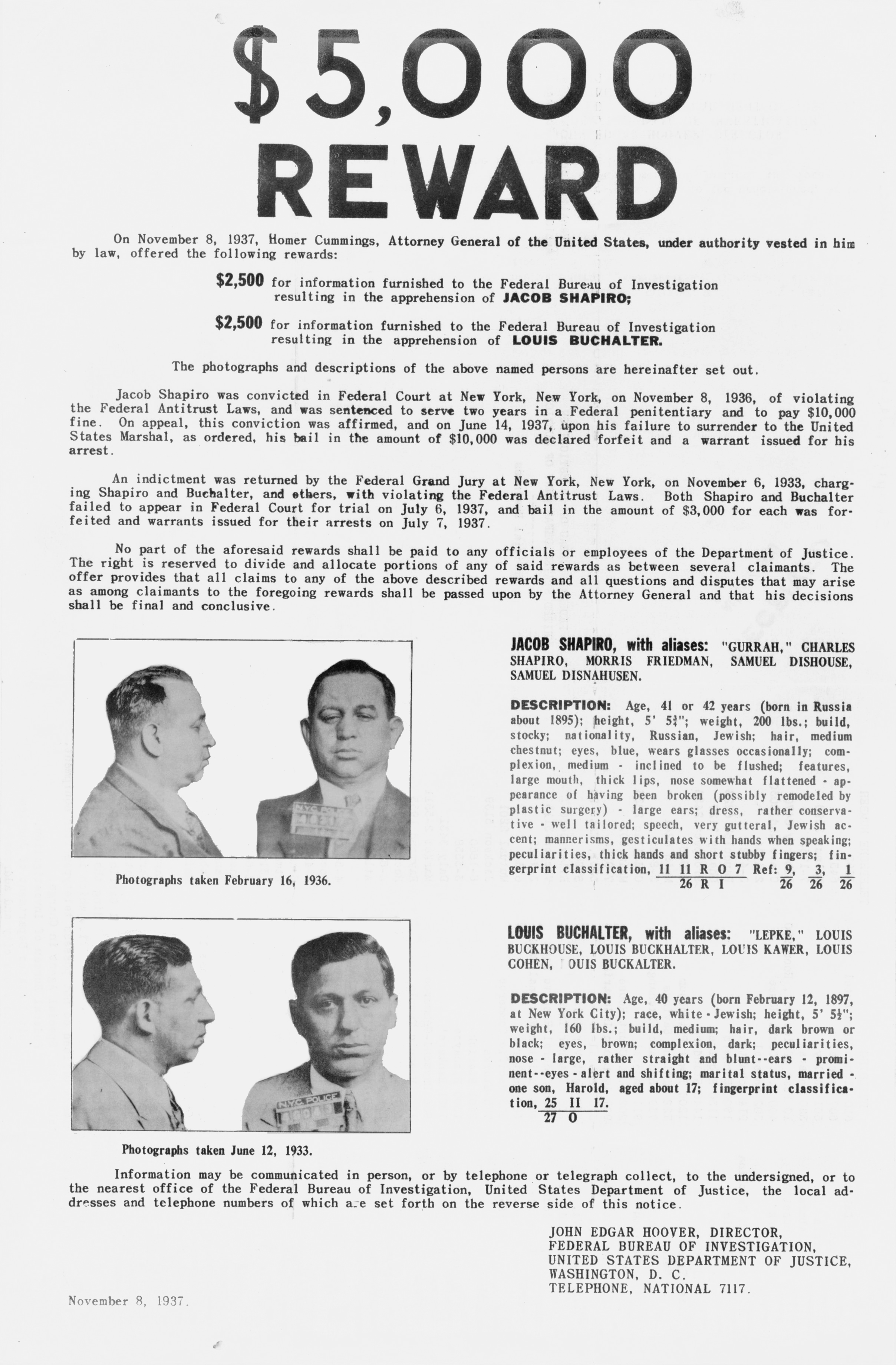
FBIによるジェイコブ・シャピロ（上）とルイス・バカルターの指名手配書（1937年）

ジェイコブ・"グラ"・シャピロ（Jacob "Gurrah" Shapiro、1899年5月5日 - 1947年6月9日）はニューヨークのユダヤ系ギャング。マンハッタンのガーメント地区を暴力で支配した。

## 来歴
帝政ロシアのオデッサ生まれ。幼少時（一説に1912年）、渡米し、マンハッタンのスラム街ロウアー・イースト・サイドに定住した。ロシア語訛りの英語をしゃべった。あだ名「グラ」の由来は、好んで叫んだget outa here!（出ていけ！）がロシア語訛りでGurrahに聞こえたから。

### 組合ゴロ
10代の頃は窃盗の常習犯ということ以外、若い頃のキャリアは良く知られていない。1915年、1918年、1922年にそれぞれ建物侵入、空き巣、銃の不法所持の前科がある。街の行商人から用心棒代を取り立てていた。ルイス・"レプキ"・バカルターと知り合い、以後生涯のパートナーとなった。1920年代ラッキー・ルチアーノやマイヤー・ランスキーと知り合い、アーノルド・ロススタインの勧めで、"リトル・オーギー"・ジェイコブ・オーゲンの組織に入り、ガーメント地区一帯の組合たかりを統率した。やがてオーゲン勢力の乗っ取りを画策し、これが知れるとオーゲンは彼らと決別して、レッグス・ダイアモンドを雇い入れ、対抗した。1927年、ロウアーイーストサイドのデランシー・ストリートの街角でオーゲンを銃殺すると、ガーメント地区の縄張りを乗っ取った。会費の取立、ピンハネ、キックバックのシステムを作り、抵抗する者には暴行や爆弾で制裁し、時に破産に追い込んだ。常に暴力が先に立ち、周囲に恐れられ、ゴリラボーイズと呼ばれた。

### マーダー・インク
1930年代、マーダー・インクのトップに就任したレプキの右腕として有望なガンマンを勧誘してはマーダー・インクに雇い入れた。ダッチ・シュルツがニューヨーク州特別検察官トマス・デューイの暗殺をコミッションに提言したときアルバート・アナスタシアと共に賛成に回ったと言われる（レプキは反対。結局、組織防衛を優先したコミッションがレプキらにシュルツ抹殺を命じ、間もなくシュルツは部下もろとも殺害された）。レプキとシャピロの関係は、ランスキーとベンジャミン・シーゲルの関係に似て、前者が頭脳、後者が武力の役目を負うという相互補完的なコンビだった。

### 指名手配と収監
1936年7月、デューイは、バカルターとシャピロをガーメント地区のギャングの親玉と名指しし、告発の為の証拠集めを始めた。1936年11月、毛皮産業の独占支配の容疑で連邦検察に起訴され、反トラスト法違反で2年刑の有罪となった。1937年3月控訴したが覆らず、同年6月、保釈金を放棄して逃亡した（同じ頃、3月に無罪になっていたバカルターが再起訴され、シャピロと共に姿を隠した）。連邦検察とニューヨーク州検察より、2人共それぞれ5000ドルの懸賞金がかけられた。
1938年4月、FBIに自首した。懸賞金は7500ドルまで跳ね上がっていた。再び同じ反トラスト法違反で起訴された。6月、連邦裁で3年刑を言い渡された。収監中にニューヨーク州検察にガーメント地区の強請犯罪で告発された。若い頃の前科3犯を重く見られ、1944年5月、組合強請の罪で15年刑が下された。シンシン刑務所に収監された。3年後、心臓発作により死去した。潜伏の時から心臓疾患を抱えていた。
バカルターと異なり、殺人罪での告訴はなかった。1927年、ジェイコブ・オーゲン殺害容疑で逮捕された時は証拠不十分で有罪を免れた。彼の供述調書の一部が、レプキの公判審理に不正に利用されたと言われる。息子のヘンリー・シャピロは後年ランスキーのバハマのヤミ賭博団で働いていた。
クイーンズ区のスプリングフィールド・ガーデンズにあるユダヤ系の墓地・モンテフィオーレ墓地に埋葬されている。